# Félix Torres
Félix Torres, né en 1952, est un historien français et un éditeur, spécialiste de l’histoire et de la mémoire d’entreprise. Il dirige le cabinet d’historiens-conseil Public Histoire.

## Biographie

### Jeunesse et études
Félix Torres étudie en classes préparatoires économiques et commerciales au début des années 1970. Il intègre l'École normale supérieure de Saint-Cloud. Il prépare et est reçu à l'agrégation d'histoire. Il a un doctorat en ethnologie de l'École des hautes études en sciences sociales.

### Parcours professionnel
Félix Torres enseigne quelques années dans l'enseignement secondaire. En 1983, il fonde avec Guillaume Malaurie, Public Histoire, le premier cabinet français d’histoire appliquée. À la tête d’un groupe d’historiens-conseil, il écrit de très nombreuses histoires d’entreprises et d’institutions. Il « apporte aux acteurs économiques une meilleure connaissance et valorisation de leur histoire et de leur identité propre, en restituant un passé tourné vers le présent et l’avenir, afin d’en faire un outil de communication durable et performant. Pour mieux comprendre et accepter les mutations de l’économie moderne. »
Il lance en 2008 sa maison d'édition, Félix Torres Éditeur, dédiée aux guides et livres d'entreprises, de voyages, de découvertes, de patrimoine, pour « comprendre et mieux partager un monde nouveau : le XXIe siècle ».

## Publications

### Thèse
- 1981 : Aléoutes et Aléoutiennes : une recherche de la singularité, thèse de IIIe cycle, École des hautes études en sciences sociales (EHESS) - Centre d'études arctiques, Paris

### Ouvrages
- 1986 : Déjà vu. Post et néomodernisme : le retour du passé   , Ramsay, 379 p., (coll. Rebours),  (ISBN 2-85956-543-4).
- 1988 : Mémoire d’Avenir, L’histoire dans l’entreprise, Actes du 1er colloque d’Histoire appliquée aux entreprises, Économica, Paris, 1988,  (ISBN 2-7178-1340-3), en collaboration avec Maurice Hamon.
- 1988 : Le Quartier François Ier, Coll. Auguste-Thouard dans la ville, Albin Michel, Paris, 173 p.,  (ISBN 2-226-03501-X), direction d’ouvrage avec Juan Barragan
- 1989 : Le Quartier Bercy-Gare de Lyon : Paris s'éveille à l'Est, Coll. Auguste-Thouard dans la ville, Albin Michel, Paris, 174 p.,  (ISBN 2-226-03880-9), direction d’ouvrage avec Juan Barragan
- 1991 : Histoire du groupe Fastout, 1876-1991 : une vocation humaniste originale, (dir. d’ouvrage) ; Albin Michel, Paris,  (ISBN 2-226-05648-3).
- 1990 : Le nouveau Montparnasse : de la Porte Océane à la Seine, Coll. Auguste-Thouard dans la ville, Albin Michel, Paris, 173 p.,  (ISBN 2-226-04932-0), direction d’ouvrage avec Marie-Lise Sabrié
- 1992 : Une histoire pour l'avenir : Merlin Gerin 1920-1992, Albin Michel, Paris,  (ISBN 2-226-05942-3), (dir. d’ouvrage)
  - 1992 : trad. anglaise : A story for the future : Merlin Gerin : 1920-1992, Albin Michel, Paris
- 1992 : L'assurance, de la Royale au GAN : l'histoire de tous les projets, 1816-1992,  C. Tchou and sons, Paris,  (ISBN 2-9507187-0-1), (dir. d’ouvrage)
- 1993 : Alcatel Alsthom. Histoire de la Compagnie générale d'électricité, Paris, Larousse, 479 p.,  (ISBN 2-03-523230-9), en collaboration avec Jacques Marseille et Albert Broder.
- 1994 : Mémoires de Lait. Une saga de la coopération laitière, Albin Michel, Paris, 116 p.,  (ISBN 978-2-226-07686-1), avec Véronique Lefebvre.
- 1995 : Midi libre, un journal dans sa région: 50 ans, Albin Michel, Paris, 204 p.  (ISBN 2-226-07603-4), (dir. d’ouvrage)
- 1996 : Schneider l'histoire en force, Jean-Pierre de Monza, Paris, 492 p.,  (ISBN 2-908071-31-2), avec Tristan de la Broise.
- 1996 : Générale de service informatique : une SSII à l'épreuve de l'histoire, 1970-1995, Albin Michel, Paris,  (ISBN 2-226-07984-X), avec Fabienne Gambrelle.
- 1996 : Chooz de A à B : une histoire de la filière à eau pressurisé racontée par Électricité de France, Direction de l'Équipement d'Électricité de France, Tours,  (ISBN 2-9505872-0-8),avec Véronique Lefebvre
  - 1997 : trad. anglaise :  Chooz from A to B : the French story of the pressurized water reactor, told by Électricité de France, Direction de l'Équipement d'Électricité de France.
- 1997 : Trente ans de recherches : la passion du progrès, SNCF, Direction de la recherche, Imprimerie Nationale, 146 p.  (ISBN 2-7433-0257-7).
- 1999 : De Particulier à Particulier : Histoire d'une entreprise pas comme les autres, Éditions Stock,  Paris, 231 p.,  (ISBN 2-234-05073-1), avec Diane Saunier.
- 1999 : ‘‘L'envol des cigognes. Histoire du groupe EMC’‘, Albin Michel, 400 p.  (ISBN 2-226-11107-7),
- 1999 : Isigny : le goût d'un terroir, Ronald Hirlé, Strasbourg, 159p.,  (ISBN 2-910048-82-9)
  - 2001 : trad. anglaise : Isigny : the taste of a terroir, Oberlin, R. Hirlé,Strasbourg,  (ISBN 2-85369-227-2),
  - 2009 : nouvelle édition, : Isigny l’expression d’un terroir, Ronald Hirlé, Strasbourg, 165p.,  (ISBN 978-2-914729-76-5), avec la participation de Jérome Aumont.
- 2001 : Banquiers d'avenir. Des comptoirs d'escompte à la naissance de BNP Paribas, Albin Michel, Paris, 176 p.  (ISBN 2-226-11594-3).
- 2002 : La Dépêche du Midi. Histoire d’un journal en République (1870-2000) , Hachette Littératures, 902 p.  (ISBN 2-01-235590-0).
- 2003 : Mémoire de Danone. Barcelone, Paris, New-York Le Cherche Midi, Paris, 119 p.,  (ISBN 2-7491-0047-X), avec Pierre Labasse.
- 2003 : Quartier français : une histoire réunionnaise de 1923 à aujourd'hui, Océan Éditions, Saint-André (Réunion), 212 p.,  (ISBN 2-907064-62-2).
- 2004 : Dans la boucle de l'hirondelle - Mémoires d'entreprise, Albin Michel,  (ISBN 2-226-15133-8), en collaboration avec Didier Pineau-Valencienne,
- 2004 : Passion rouge: carnets d'un entrepreneur / Norbert Dentressangle, le Cherche Midi, Paris, 243 p.,  (ISBN 2-74910-345-2), direction d’édition
- 2005 : La maîtrise du feu : 40 ans de propulsion solide et de composites, Éditions Larivière, 175 p. Prix de l’Académie de Bordeaux  (ISBN 2-84890-086-5)
- 2006 : Un siècle de réformes sociales. Une histoire du ministère du Travail 1906-2006, Paris, La Documentation française, 262 p.,  (ISBN 2-11-006264-9), avec Boris Dänzer-Kantof et Véronique Lefebvre.
- 2007 : Robert Esnault-Pelterie : Du ciel aux étoiles, un génie solitaire, Éditions Confluences, 400 p.,  (ISBN 978-2-35527-002-4), avec Jacques Villain.
- 2007 : L'entreprise en partage : L'Artésienne à Liévin, chronique d'une coopérative pas comme les autres, Scopedit, 78 p.,  (ISBN 978-2-9510840-4-9), avec Philippe Grycza
- 2008 : Repenser l'entreprise : Saisir ce qui commence, vingt regards sur une idée neuve, Le Cherche Midi, Paris, 348 p. (dir.)   (ISBN 2-7491-1166-8).
- 2009 : S’unir pour se loger. Domial, de l’Alsace au Grand Est, Félix Torres Éditeur,  (ISBN 978-2-912348-07-4), avec Philippe Grycza
- 2010 : Bruno Roux de Bézieux : 13 novembre 1933-4 décembre 2008 : Il a servi honnête et fidèle, Félix Torres Éditeur, Paris, 163 p.,  (ISBN 978-2-912348-12-8),
- 2011 : Immigrer en France. De l'ONI à l'OFII, histoire d'une institution chargée de l'immigration et de l'intégration des étrangers, 1945-2010, Le Cherche Midi, Paris, 256 p.,  (ISBN 978-2-7491-1886-4), avec Boris Dänzer-Kantof et Véronique Lefebvre.
- 2011 : Le chemin partagé : Une histoire d'EDF en Chine (1983-2011) , Bourin Éditeur, Paris, 401 p.,  (ISBN 978-2-84941-247-3), avec la collaboration de Boris Dänzer-Kantof.
- 2012 : Le Lait, tout le lait. L’histoire de Sodiaal, la première coopérative laitière française, Félix Torres Éditeur, Paris, 208 p., avec Boris Dänzer-Kantof et Véronique Lefebvre.
- 2013 : De Zoé aux EPR, l'histoire du programme nucléaire, Bourin Éditeur (Éditions Les Pérégrines), Paris, 2013, 720 p., avec Boris Dänzer-Kantof.
- 2018 : L'entreprise post-RSE :  à la recherche de nouveaux équilibres, une enquête de l'Institut de l'entreprise, Iggybook, Paris, 159 p., avant-propos de Oliver Hart & Luigi Zingales, postface de Paul Allibert.
- 2020 : Le Virage manqué. 1974-1984 : ces dix années où la France a décroché, Manitoba, Les Belles Lettres, Paris, 376 p.
- 2022 : Les atomes de la mer - La propulsion nucléaire française, histoire d'un outil de dissuasion, Le Cherche-midi Éditeur, 2022, 591 p.  (ISBN 978-2-7491-7465-5), avec Boris Dänzer-Kantof.
- 2024 : Le décrochage français : Histoire d'une contreperformance politique et économique (1983-2017), PUF, 2024, 400 p.  (ISBN 978-2130863014), avec Michel Hau[3]

### Articles
- 1983 : « Quand le business s’intéresse à l’histoire »,  In : L’Histoire, n° 55, avril 1983, en collaboration avec Henry Rousso
- 1987 :  « Quand l’histoire se met en boîtes », numéro spécial « Passion du passé. Les “fabricants” d’Histoire, leurs rêves et leurs batailles », In : Autrement (mars 1987), pp. 166-168.
- 1995 : « Histoire et mémoire de l'entreprise », In : Revue du MICA, N°7, Mémoires de l’entreprise , MICA, Bordeaux, 1er semestre 1995.
- 2004 : « L’assassinat de Maurice Sarraut. Lectures d’un crime politique », In : Arkheia, n°11-12-13 2 décembre 1943 : Qui a tué le directeur de la Dépêche ?
- 2004 : « De La Dépêche de Toulouse à La Dépêche du Midi », In : Arkheia, n°11-12-13 2 décembre 1943 : Qui a tué le directeur de la Dépêche ?
- 2008 : « L’obstacle et le paradoxe : le destin contrarié de l’industrie sucrière de La Réunion aux XIXe et XXe siècles», In : L'esprit économique impérial (1830-1970) : Groupes de pression & réseaux du patronat colonial en France & dans l'empire, Société Française d'Histoire des Outre-Mers, Paris,  (ISBN 978-2859700379), sous la direction d'Hubert Bonin, Catherine Hodeir et Jean-François Klein.

## Sources, bibliographie
- Rousso Henry, L'histoire appliquée ou les historiens thaumaturges. In: Vingtième Siècle. Revue d'histoire. N°1, janvier 1984. pp. 105-122. lien vers l’article
- Hubert Bonin, « L’histoire d’entreprise ne « sert » à rien ! », In: Communication et organisation, N°7, 1995 lien vers l'article
- Sylvie Lefranc, « L’histoire d’entreprise : l’état de lieux », In: Communication et organisation, N°7, 1995, lien vers l'article
- Gardère Élizabeth, Le capital mémoire de l’entreprise, L’Harmattan, Paris, 2003.
- Descamps Florence, « De l’histoire orale aux archives orales », In : L’historien, l’archiviste et le magnétophone, Paris, Comité pour l’histoire économique et financière de la France/IGPDE (« Histoire économique XIXe-XXe siècle »), 2005, lien vers l'article